# Josemário Neves
Josemário Neves (Bahia, ) é um pugilista brasileiro, que foi campeão baiano de boxe.
Em 2006 enfrentou o lutador de MMA Vitor Belfort, nas regras do boxe, mas perdeu a luta, após ser nocauteado por três vezes no primeiro round.
Antes da luta contra o Belfort, Josemário tinha um cartel de sete lutas e cinco vitórias.